# Patty Fendick
Patty Fendick (Sacramento, 1965. március 31. –) amerikai teniszezőnő. 1987-ben kezdte profi pályafutását, egy Grand Slam-tornán diadalmaskodott párosban, három egyéni és huszonöt páros WTA-torna győztese.

## Év végi világranglista-helyezései
| Év       | 1987 | 1988 | 1989 | 1990 | 1991 | 1992 | 1993 | 1994 | 1995 |
| Helyezés | 78.  | 22.  | 31.  | 42.  | 55.  | 43.  | 27.  | 51.  | 58.  |